# Eva Meier (Schauspielerin)
Eva Meier (* 1975 in Starnberg) ist eine deutsche Schauspielerin.

## Leben
Eva Meier besuchte die Bayerische Theaterakademie und schloss ihre schauspielerische Ausbildung 1998 mit dem Diplom ab. Bereits 1995 hatte sie unter der Regie von Jérôme Savary in dessen Stück Zazou am Münchner Residenztheater ihr Bühnendebüt gegeben. Von 1998 bis 2000 war Meier am Stadttheater Heilbronn engagiert, wo sie u. a. die Hero in Shakespeares Viel Lärm um nichts und die Natalie in Kleists Der Prinz von Homburg spielte oder als Juliana in Sommergäste von Maxim Gorkij zu sehen war. Danach freischaffend tätig, gastierte Meier wiederholt am Theater Fisch&Plastik.
In dem Film Strong Shit stand Meier 1997 zum ersten Mal vor der Kamera. Einem breiten Publikum wurde sie 2001 in der Rolle der Dr. Jenny Holl in der Serie Jenny & Co. bekannt, ebenso in der Reihe Abschnitt 40, in der sie von 2001 bis 2006 in 38 Episoden als Polizeimeisterin (später Polizeiobermeisterin) Sonja Köhler zu sehen war. Zudem hatte Meier mehrere Gastauftritte bei den Rosenheim-Cops und in der ZDF-Vorabendserie SOKO München.
Meier hat drei Kinder und lebt in München.

## Filmografie
- 1997: Strong Shit
- 1998: Der letzte Sommer – Wenn Du nicht willst
- 2000: Der Bulle von Tölz: Schöne, heile Welt (Fernsehreihe)
- 2000: Tatort – Kleine Diebe (Fernsehreihe)
- 2001: Goebbels und Geduldig
- 2001: Jenny & Co. (Miniserie)
- 2001–2006: Abschnitt 40 (Fernsehserie, alle Folgen)
- 2002: Bobby
- 2003: Mit Herz und Handschellen (Fernsehserie, 1 Folge)
- 2003–2019: Die Rosenheim-Cops (Fernsehserie, 5 Folgen, verschiedene Rollen)
- 2005: Alles außer Sex (Fernsehserie, 4 Folgen)
- 2005–2014: SOKO Kitzbühel (Fernsehserie, 2 Folgen, verschiedene Rollen)
- 2006: Zwei am großen See (Fernsehreihe, Folge: Große Gefühle)
- 2007–2018: SOKO München (Fernsehserie, 4 Folgen, verschiedene Rollen)
- 2007: Alarm für Cobra 11 – Die Autobahnpolizei (Fernsehserie, Folge: Ausgeliefert)
- 2007: Ladyland (Fernsehserie, 1 Folge)
- 2009: Frida finden (Kurzfilm)
- 2009: SOKO Köln (Fernsehserie, Folge: Die schöne Griet)
- 2009: Alles was recht ist – Die italienische Variante
- 2010: In aller Stille
- 2011: Ein Fall von Liebe (Fernsehreihe, Folge: Saubermänner)
- 2011: SOKO Wismar (Fernsehserie, Folge: Wunderkind)
- 2012: Der Alte (Fernsehserie, Folge: Bis zum Äußersten)
- 2012: Dahoam is Dahoam (Fernsehserie, 8 Folgen)
- 2012: Die Draufgänger (Fernsehserie, 1 Folge)
- 2016: Die Chefin (Fernsehserie, 1 Folge)
- 2017: WaPo Bodensee (Fernsehserie, Folge: Das schwächste Glied)
- 2018: Hubert und Staller (Fernsehserie, Folge: Schwein gehabt)
- 2022: Spreewaldkrimi: Tote trauern nicht (Fernsehreihe)